# Joseph-Désiré Court
Joseph-Désiré Court (Rouen, 14 settembre 1797 – Parigi, 23 gennaio 1865) è stato un pittore francese.

## Biografia
Discendente per via materna dal ritrattista Hyacinthe Rigaud, Joseph-Désiré Court mostra fin da piccolo una vocazione per la pittura. Frequenta dapprima la scuola comunale di disegno di Descamps, dove i suoi primi passi sono guidati da Descamps figlio, conservatore del museo di Rouen, e da Carpentier, suo insegnante, compiendo rapidi progressi. Passò poi allo studio di Gros, dalle cui lezioni trasse il segreto di quella forza del colore che contraddistingue le sue opere più notevoli.
Il vitto e l'alloggio che il giovane Court riceveva dalla famiglia durante il suo soggiorno parigino erano molto limitati, per cui si arrangiava dipingendo, nelle ore che lo studio gli concedeva gratuitamente, piccoli quadri che Alphonse Giroux acquistava per lui a prezzi modesti. Con questo lavoro, Court poteva essere autosufficiente, ma non avrebbe trovato i mezzi per realizzare il progetto che aveva concepito di recarsi a Roma per completare la sua formazione artistica. Quando fece per la prima volta delle proposte su questo progetto, gli vennero spiegate le difficoltà di realizzarlo senza raccomandazioni o risorse. Allo stesso tempo, però, gli fu detto che alcuni giovani avrebbero potuto fare il viaggio a spese pubbliche se avessero vinto un premio al concorso di Roma. Il giovane artista rispose: "Bene, allora vincerò il premio!" e qualche anno dopo mantenne la promessa fatta a se stesso vincendo il 6 ottobre 1821 il gran premio di pittura con il soggetto del concorso Sansone consegnato ai Filistei da Dalila (Parigi, École nationale supérieure des beaux-arts), in cui fu particolarmente ammirato il movimento di Sansone che alza la mano sulla testa.
Questo successo assicurò a Court, per diversi anni, secondo le sue più profonde aspirazioni, un soggiorno nella Città Eterna, tra i capolavori dell'arte. Il giovane pittore approfitta di questo soggiorno e da Roma invia alle esposizioni parigine una Scena del diluvio, Ippolito rovesciato dal suo carro, Un fauno al bagno che attira una fanciulla e infine, nel 1827, La morte di Cesare. La Scena del diluvio, oggi conservata al Museo delle belle arti di Lione, è una notevole sintesi dell'insegnamento di Gros e mostra la solidità del talento di Court. Al di sopra di quest'opera si colloca la drammatica composizione della Morte di Cesare, acquisita dal Museo del Lussemburgo e che rimane la sua opera capitale. Un'incisione di Charles Normand di questo dipinto, in cui lo stile dell'artista è all'altezza del suo soggetto, è stata pubblicata nel Précis de l'Académie del 1828.
Il 27 giugno 1828, l'Accademia di Rouen gli conferì il titolo di membro corrispondente e gli commissionò un quadro per decorare la nuova sala delle riunioni, con  soggetto Corneille accolto a teatro dal grande Condé, dopo una rappresentazione del Cinna. Sebbene l'accademia avesse chiesto a Court solo un quadro da cavalletto, Court dichiarò di "non voler dipingere Corneille in miniatura" e realizzò una grande rappresentazione. Il 30 agosto 1831, in occasione di una riunione pubblica, l'accademia gli conferì una medaglia d'oro con l'effigie di Poussin, in segno di soddisfazione e gratitudine.

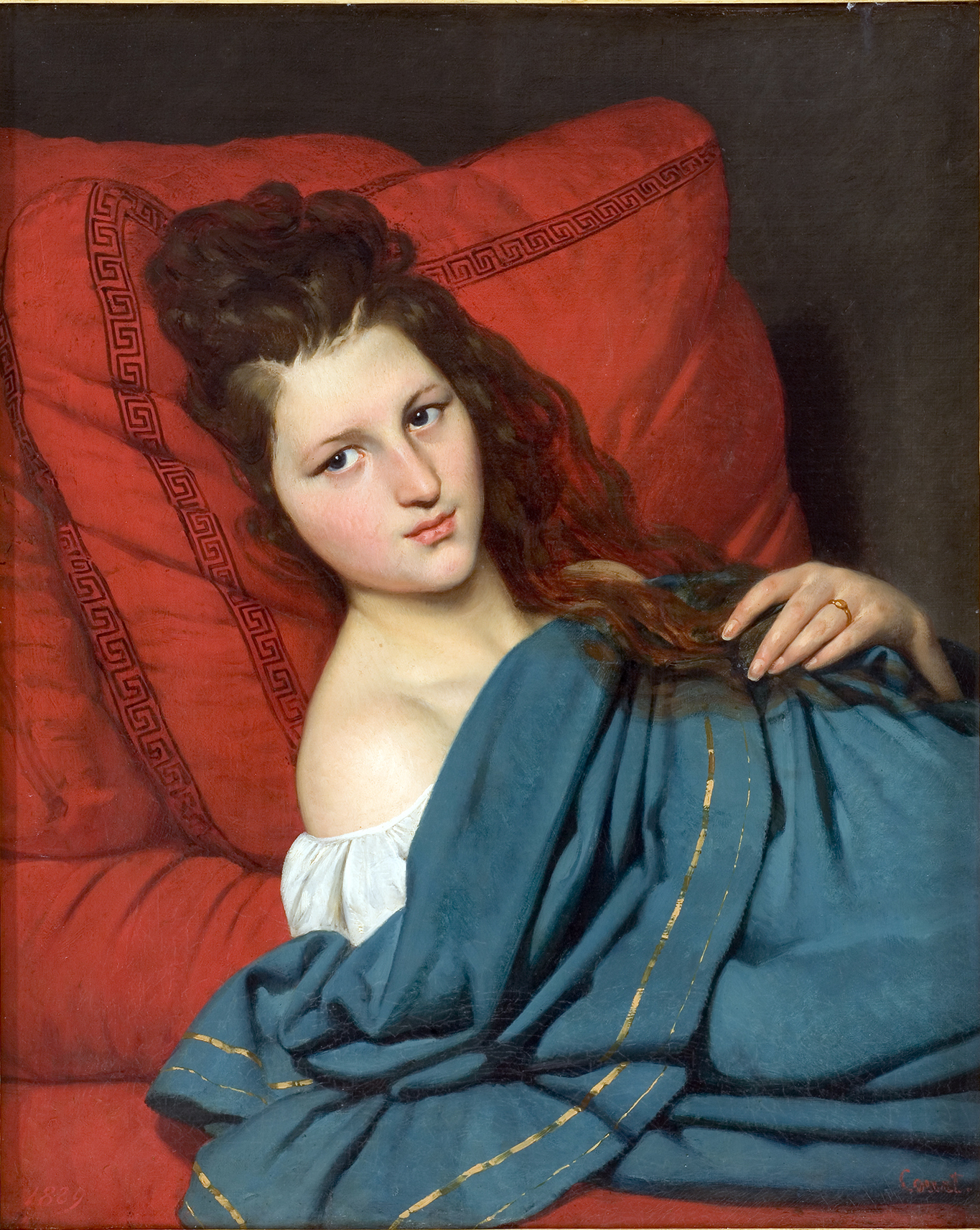
Donna a mezzo busto sdraiata su un divano (1829), olio su tela, 81 × 66 cm, Montpellier, museo Fabre. Presunto ritratto della moglie dell'artista.

Il governo del 1830 mise a concorso tre soggetti per una grande tela destinata a decorare l'emiciclo della nuova Camera dei deputati: Il giuramento di Luigi Filippo nel 1830, Mirabeau davanti a Dreux-Brézé agli Stati Generali del 1789 e Boissy d'Anglas che saluta la testa del deputato Féraud, assassinato dalla popolazione ribelle, il 1° Prairial, anno VII. Court concorre e vince il premio per il secondo soggetto, ma si vede preferire il bozzetto di Auguste Vinchon per il primo premio. Insoddisfatto della decisione della giuria, l'artista non portò a termine il suo dipinto, preferendo fare appello all'opinione pubblica eseguendo, a suo rischio e pericolo, ed esponendo al Salon del 1833, un quadro di dimensioni imponenti che si distingue per la pennellata larga e il colore vigoroso. Entrambe le opere si trovano al Museo di belle arti di Rouen.
L'opera di Court comprende tuttavia molti importanti dipinti di tema storico, tra i più noti: San Pietro, in potere dei Romani, che si imbarca per Gerusalemme (Parigi, Chiesa di Saint-Louis-en-l'Île); Re Luigi Filippo che distribuisce le bandiere alla Guardia Nazionale, 29 agosto 1830 (Versailles, Museo di storia della Francia); Il matrimonio del re del Belgio, Leopoldo I, con la principessa Luisa d'Orléans (stesso museo); La fuga di Ben-Aïssa, governatore di Costantina; La Beneficenza, dipinto dedicato alle Dame della Carità materna di Rouen; Il martirio di sant'Agnese.
Tra i progetti più importanti di Court figurano anche i dipinti per il primo salone del Municipio di Parigi, con i suoi diciotto pannelli - una composizione eseguita nel 1841 su richiesta del prefetto della Senna Rambuteau - e la pittura della cupola della nuova cattedrale di Sant'Isacco a San Pietroburgo, dedicata nel 1850.

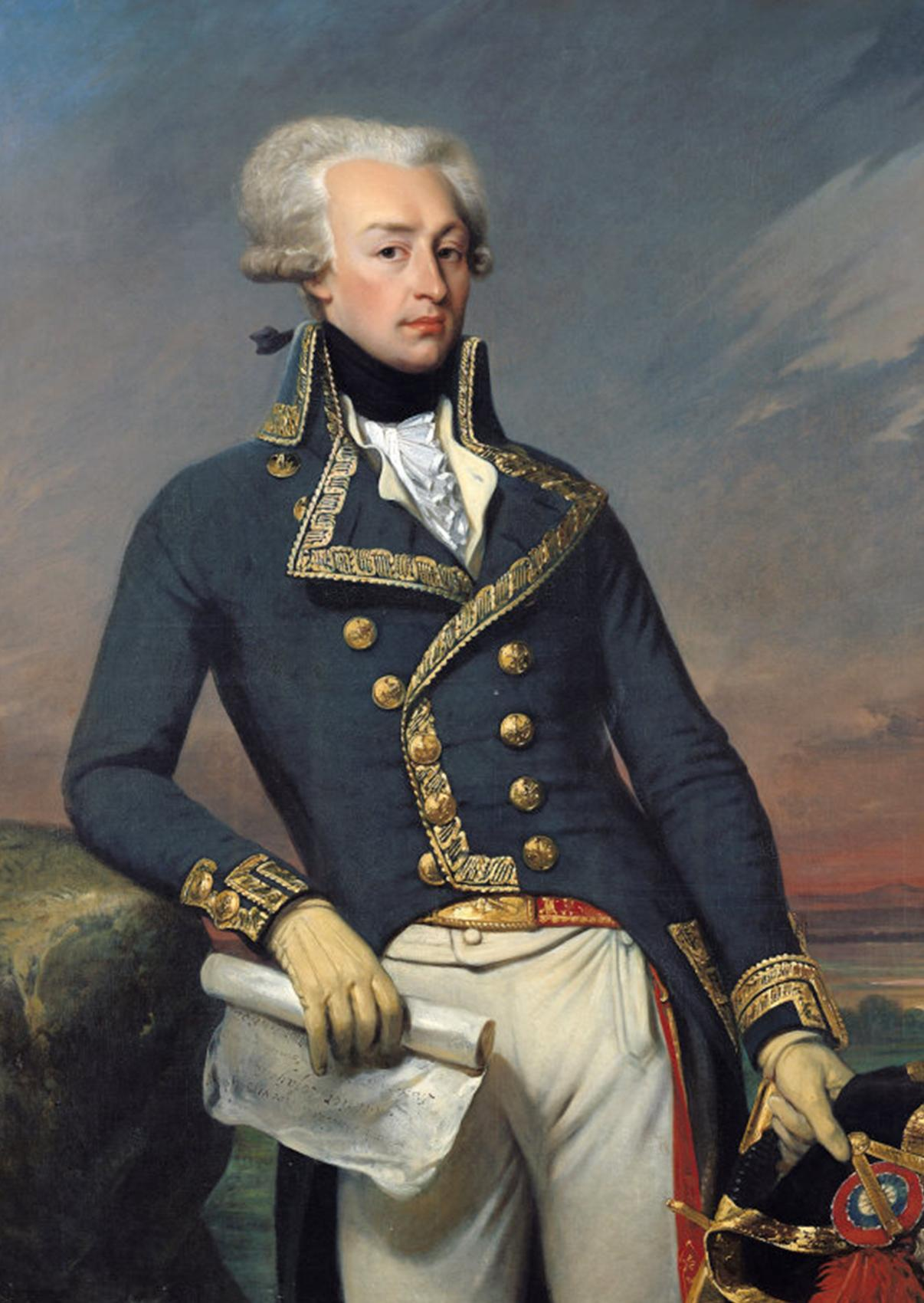
Marie-Joseph Paul Yves Gilbert du Motier, marchese di La Fayette (1834), Reggia di Versailles.

Court aveva un talento particolare per la ritrattistica. Con la popolarità di queste opere, le commissioni si riversarono nell'atelier del pittore. Tra le figure ufficiali di rilievo vi sono quelle del re Luigi Filippo, di sua sorella Adelaide, del re e della regina di Danimarca, di papa Pio IX, del cardinale principe de Croÿ, del maresciallo Soult, del maresciallo Pélissier e di tanti altri. Il ritratto del suo primo maestro, Marc-Antoine Descamps, è conservato al Musée des Beaux-Arts di Rouen. Già affetto dalla malattia che gli avrebbe tolto la vita, aveva iniziato il ritratto di Descamps figlio, medico a Rouen, al quale desiderava lasciare questo ricordo. Poiché insisteva nel volerlo terminare, il medico, consapevole della gravità delle sue condizioni, dovette fermarlo lui stesso, nonostante il rammarico che doveva provare per averlo incompiuto.
Court, oltre al talento comprovato, era noto per la sua grande modestia: nel 1859, al termine della mostra di Ary Scheffer, i suoi amici lo esortarono a tenere una mostra delle sue opere nella stessa sede ma egli cedette alle sollecitazioni. Nonostante il lavoro che questa mostra gli avrebbe richiesto e il tempo prezioso che gli avrebbe portato via, pretese che tutto il ricavato fosse devoluto al fondo degli artisti. Al di là dei numerosi progetti che sembravano destinati a trattenerlo a Parigi, aveva stabilito il suo studio nel vecchio ospedale di Saint-Germain-en-Laye, divenuto nel frattempo il museo dipartimentale Maurice-Denis, ma da tempo desiderava tornare nella sua città natale.

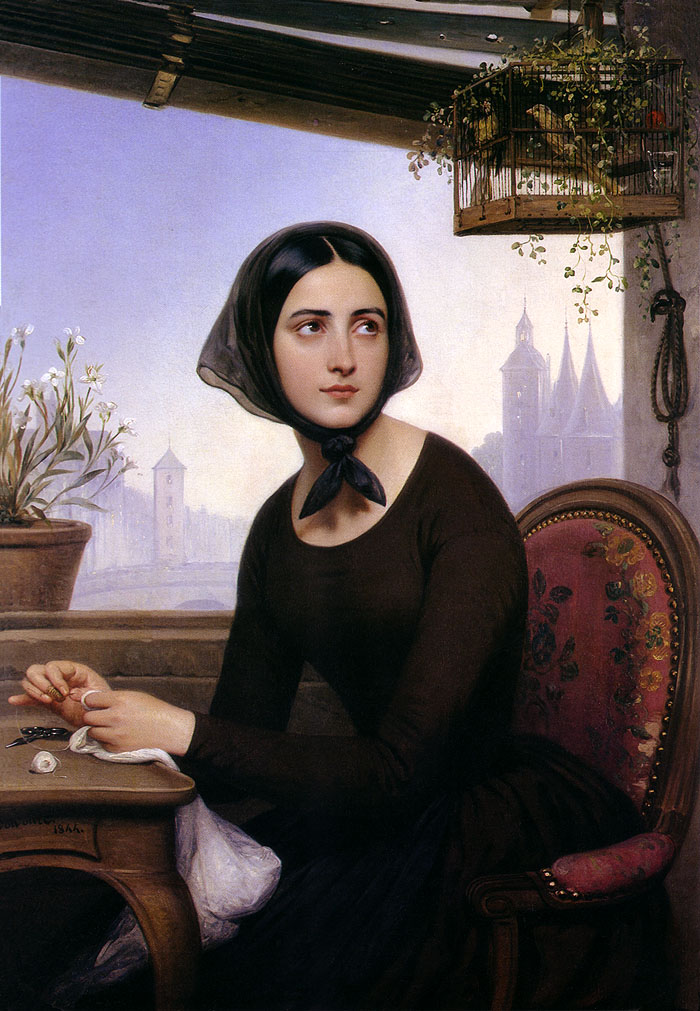
Rigolette cerca di distrarsi in assenza di Germain (1844), museo delle belle arti di Rouen. Soggetto tratto dai Misteri di Parigi di Eugène Sue.

L'11 maggio 1853 fu nominato conservatore del museo di Rouen, oltre a essere responsabile del restauro e, per così dire, del rinnovamento delle sale dello stesso museo. Sostenuto da un'amministrazione desiderosa di appoggiare il movimento artistico in Normandia, fu in grado di dare alle sue mostre di pittura uno sviluppo che non avevano raggiunto in precedenza.
Nel 1851, La morte di Ippolita apparve alla vendita dei beni di Luigi Filippo, morto in esilio in Inghilterra l'anno precedente, e nel 1866, il bozzetto del Marchese di Dreux-Brézé e di Mirabeau all'Assemblea Nazionale apparve alla vendita di Court.
Malato da tempo, morì a Parigi nel 1865 e, secondo le sue volontà, le sue spoglie furono riportate nella nativa Rouen per essere deposte nel cimitero monumentale. La sua tomba fu progettata da Auguste Iguel e finanziata da una sottoscrizione aperta dalla Société des amis des arts.